# Нойкирх (Лужица)
Нойкирх (нем. Neukirch/Lausitz; в.-луж. Wjazońca) — коммуна в Германии, в земле Саксония. Подчиняется административному округу Дрезден. Входит в состав района Баутцен. Население составляет 5236 человек (на 31 декабря 2010 года). Занимает площадь 21,32 км².